# Emma Gamboa Alvarado
Emma Gamboa Alvarado (17 d'octubre de 1901, Sant Ramón, Alajuela, Costa Rica - 10 de desembre de 1976, Heredia, Costa Rica) fou una educadora costa-riquenya, reconeguda per les seves aportacions a la pedagogia i la docència, declarada Benemérita de la Pàtria per l'Assemblea Legislativa de Costa Rica l'any 1980. La seva imatge està representada en el bitllet de deu mil colons de 1998. Els seus pares van ser José Gamboa i María Alvarado. Pel seu matrimoni amb el doctor Wade Bower, el 1965, també se la coneix com a «Emma Gamboa de Bower».

## Estudis
De nena sobresurt a l'escola per la seva rapidesa en quant comprensió lectora, i en la seva facilitat per a la matemàtica; però no en altres assignatures. Posseeix afició per la lectura. Originària d'una família amb moltes limitacions econòmiques, requereix una beca sol·licitada per la seva mare per iniciar l'educació secundària a la recentment fundada “Escola Normal”, on aprova l'examen d'admissió amb la millor mitjana.
Es gradua de mestra a l'Escola Normal de Costa Rica el 1920. Continua els seus estudis a la Universitat d'Ohio, Estats Units, fins a obtenir el batxillerat en Ciències de l'Educació el 1939, posteriorment obté el Mestratge en Arts el 1940 i el doctorat en Filosofia el 1951.

## Carrera docent
El 1942 s'integra com a membre fundador de l'Associació Nacional d'Educadors (CAMINI) i cinc anys més tard és triada com la segona presidenta d'aquesta Associació. El 1947 va ser nomenada Degana pel Consell Assessor de la Facultat de Pedagogia.
Quan el 1949, Otilio Ulate Blanco assumeix la presidència de la República, posterior a la Guerra Civil del 1948, Emma Gamboa és designada com a Viceministra d'Educació (ad honorem) i el 1953 exerceix el lloc de ministra, durant tres mesos.
El 1958 s'inaugura l'edifici de la Facultat d'Educació de la Universitat de Costa Rica, fruit dels seus persistents esforços. El 1960 contribueix per a la creació de l'Escola Nova Laboratori (primària laboratori), concertant un conveni entre la Universitat de Costa Rica i el Ministeri d'Educació Pública. Exposa els seus ideals dins de: llibres didàctics, lectures actives, xerrades i seminaris d'assessorament; en congressos nacionals, llatinoamericans, europeus i nord-americans.
Partidària d'una educació integral i democràtica advoca pel respecte a la dignitat de les persones, l'aprofitament de les seves experiències i el desenvolupament de les seves facultats creadores. Publica diversos articles i obres de caràcter tècnic en èpoques diferents les quals, aporten nous mètodes d'ensenyament pels infants de Costa Rica. No obstant això, les seves obres més difoses han estat els llibres de text amb els quals atorga una gran contribució a l'educació del seu país, com ara La meva llar i el meu poble, La lectura activa, Paco i Lola i La caseta de la muntanya.

## Benemérita de la Pàtria
Emma Gamboa mor el 10 de desembre de 1976 a la ciutat d'Heredia, després d'una llarga lluita contra el càncer. Pocs anys després de la seva mort, el 1980, l'Assemblea Legislativa de Costa Rica la declara Benemérita de la Pàtria.

## Bitllet de deu mil colons
El Banc Central de Costa Rica decideix incloure la seva efígie al bitllet de deu mil colons de 1998, sent la primera vegada que això ocorre en la història de les emissions monetàries d'aquest banc, producte d'un reconeixement social a l'aportació de les dones al desenvolupament del país. El disseny del bitllet va ser realitzat per l'estudiant d'Arts Gràfiques de la Universitat de Costa Rica, Marco Morales Salazar.

## Publicacions
Entre les seves creacions es troben:
- El nou sil·labari (1937).
- La funció de l'educació d'acord amb la naturalesa de l'home (1946).
- Educació primària a Costa Rica (1952).
- John Dewey i la filosofia de la llibertat (1958).
- Defensa de l'escola d'educació de la Universitat (1960).
- Omar Dengo (1964).
- El pensament polític d'Omar Dengo (1969).
- Educació en una societat lliure (1976).
- Flor d'Infància (1978) (pòstum).